# Причальна вулиця (Київ)
Прича́льна ву́лиця — вулиця в Дарницькому районі міста Києва, місцевість Позняки. Пролягає від Дніпровської набережної до Здолбунівської вулиці.
Прилучаються вулиці Гліба Бабіча, Заводський провулок та вулиця Клеманська.

## Історія
Вулиця виникла у 50-ті роки XX століття під назвою Нова. Сучасну назву отримала у 1957 році. Назва походить від нового київського порту, під'їздом до якого мала слугувати Причальна вулиця, але проєкт не було втілено в життя.